# Varanus obor
Varanus obor – gatunek jaszczurki z rodziny waranowatych (Varanidae) występujący endemicznie na terenie indonezyjskiej wyspy Sanana. Jest jedynym melanistycznym przedstawicielem grupy gatunkowej warana indyjskiego (Varanus indicus), a także jedynym gatunkiem należącym do podrodzaju Euprepiosaurus mającym widoczne czerwono-pomarańczowe znaki na ciele. Jego melanistyczne ubarwienie jest konwergentne z występującym u waranów należących do grupy gatunkowej warana paskowanego (Varanus salvator). Proporcjami ciała oraz budową łusek V. obor najbardziej przypomina Varanus melinus z wysp Mangole i Taliabu. Najliczniej występuje w nadbrzeżnych moczarach z palmami sagowymi – na innych obszarach Moluków tego typu siedliska zasiedlają inne warany z grupy gatunkowej warana indyjskiego.
Varanus obor został odkryty przez Valtera Weijolę, który w marcu i kwietniu 2009 roku zaobserwował i sfotografował kilka osobników.